# NSB Type 27
Die Type 27 waren Schlepptenderlokomotiven der norwegischen Norges Statsbaner (NSB), die von Hamar Jernstøberi, Thunes Mekaniske Værksted und Norsk Maskin Industri für den Reisezugdienst gebaut wurden. Zwischen 1910 und 1921 wurden 17 Stück hergestellt. Die letzten Lokomotiven der Serie wurden 1969 ausgemustert.

## Geschichte

### NSB Type 27a
Die Lokomotiven der Type 27a wurden als „Sydbaneracer“ bezeichnet, da die ersten Lokomotiven dieses Typs auf den südlichen Strecken in den Distrikten Drammen, Hamar und Kristiansand eingesetzt wurden. Sie waren leichte und schnelle Lokomotiven für den Betrieb auf Strecken mit niedriger Achslast. Als der Ausbau der Strecken erfolgte, für die sie ursprünglich geliefert wurden, wurden sie in geringwertigere Dienste umgesetzt.

### NSB Type 27b
Nachdem zwischen 1910 und 1916 von Hamar und Thune 16 Lokomotiven gebaut wurden, folgte 1921 eine weitere Lokomotive von der Baugemeinschaft NMI. Da sie schwerer war als die Vorgängerlokomotiven, wurde sie in die Type 27b eingereiht.

## Einsätze
Nach dem Zweiten Weltkrieg fuhren die 27er bis zur Elektrifizierung am 17. Dezember 1958 auf der Indre Østfoldbane. Auf der Rørosbane oblag der Baureihe das Personenzugpaar 301/302 Hamar–Tynset bis 1961, bis Ersatz durch die Type 26 erfolgte; das Personenzugpaar 373/374 Hamar–Rena bis 4. August 1963 (wurde durch Triebwagen ersetzt) sowie das Personenzugpaar 377/378 Hamar–Koppang bis 31. Mai 1959 (ersetzt durch Triebwagen). Kürzere Züge auf der Vestfoldbane gehörten bis zu deren Elektrifizierung im Dezember 1957 zu ihrer Aufgabe.
Letztes Einsatzgebiet war bis 1969 die Bahnstrecke Elverum–Kongsvinger, auf der Schotterzüge zu befördern waren.

## Ausmusterungen und Verbleib
Als erste Lokomotive der Baureihe wurde 27a 270 am 3. August 1957 ausgemustert. Weitere folgten in den Jahren zwischen 1958 (darunter auch die einzige 27b) und 1961 sowie 1963 und 1965. 27a 248, 27a 296 und 27a 234 blieben bis 1969 im Dienst.
Die als letzte am 29. September 1969 ausgemusterte 27a 234 ist erhalten geblieben und steht in der Lokomotivhalle des Norsk Jernbanemuseum in Hamar.